# Facharbeiter für Schreibtechnik

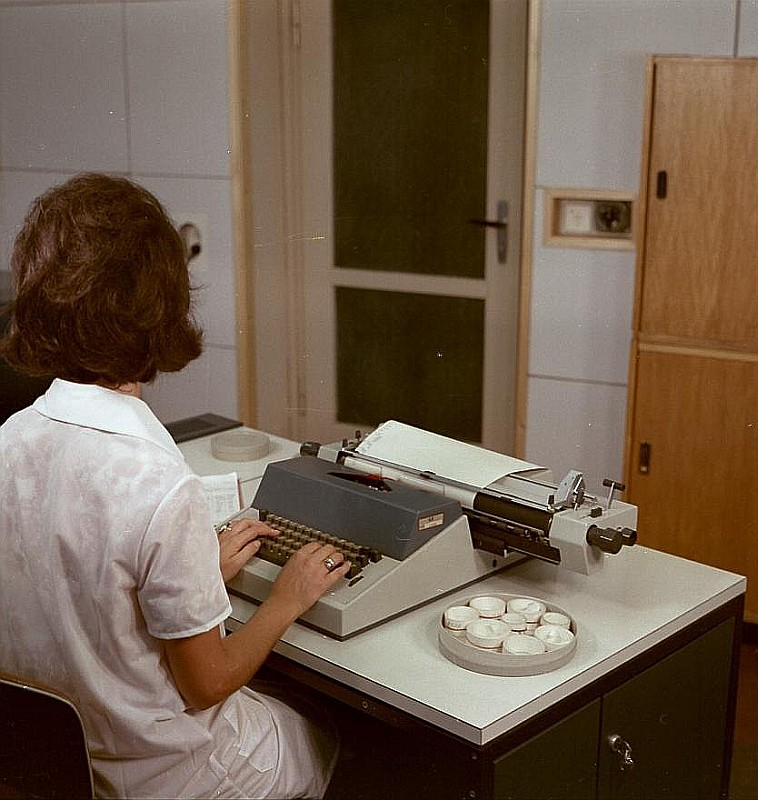
Eine Facharbeiterin für Schreibtechnik 1971 in Dresden

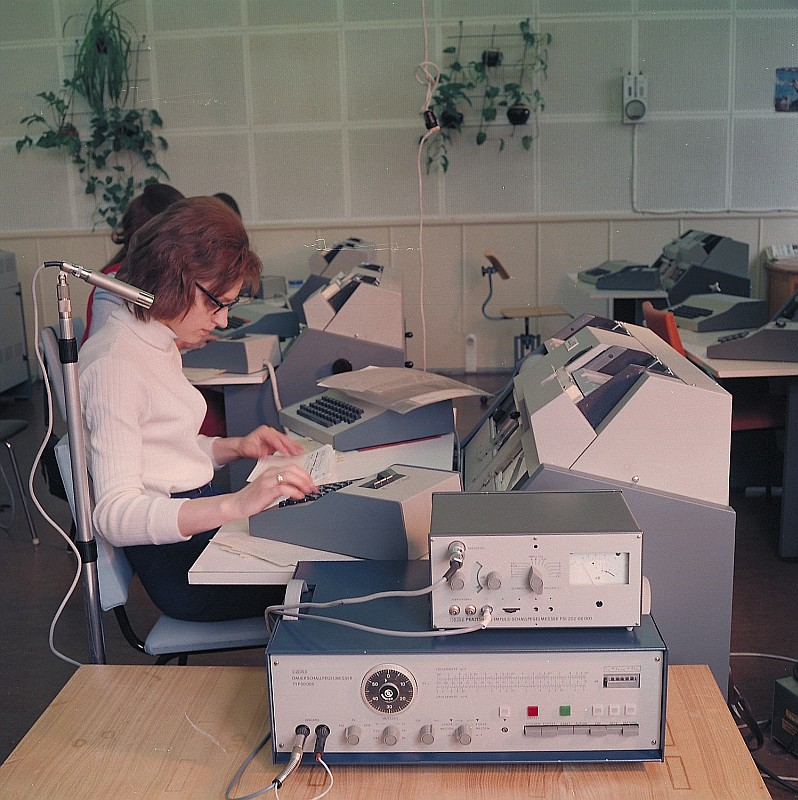
Eine Facharbeiterin für Schreibtechnik 1973 in Dresden

Facharbeiter für Schreibtechnik war die gültige Ausbildungsbezeichnung für den Facharbeiterberuf mit zweijähriger Ausbildung in der Deutschen Demokratischen Republik (DDR).
Ausgebildet wurde für Tätigkeiten in den Bereichen Büroarbeiten und Bürokommunikation einschließlich Stenografie und Maschinenschreiben, Textverarbeitung, Registratur und allgemeiner Büroorganisation.

## Voraussetzung
Zugangsvoraussetzung für die Facharbeiterausbildung war ein Abschluss der 10. Klasse der allgemeinen Polytechnischen Oberschule (POS). Erwünscht war ein Notendurchschnitt im Abschlussjahr zwischen gut und sehr gut. 

## Ausbildung
Die Facharbeiterausbildung in der DDR erfolgte in zwei Ausbildungsabschnitten, von denen der erste Ausbildungsabschnitt der Grundlagenbildung diente und der zweite Abschnitt der Spezialausbildung vorbehalten blieb. Die Ausbildung erfolgte im Regelfall an zwei Tagen pro Woche in betrieblichen Berufsschulen und an drei Tagen innerhalb des Ausbildungsbetriebes. Abgeschlossen wurde die Ausbildung mit einer Facharbeiterprüfung.
In der Grundausbildung wurden Betriebsökonomie, Recht, Staatsbürgerkunde, Sport und Datenverarbeitung unterrichtet, sowie theoretische Grundlagen in der Deutschen Sprache, der Organisation der Textverarbeitung, Stenografie und Maschinenschreiben vermittelt. Im praktischen Teil wurde Nachrichtenaustausch und Textverarbeitung erarbeitet und eingeübt. 
Im zweiten Ausbildungsabschnitt wurde innerhalb der theoretischen Ausbildung verstärkt der Schriftverkehr geübt, während in den praktischen Lehrgängen Kenntnisse im Bereich der technisch-organisatorischen Arbeiten und der Schriftgutregistratur vermittelt wurden. Abgeschlossen wurde die Ausbildung mit einer mündlichen und schriftlichen Prüfung sowie einer Hausarbeit. Bereits während der Ausbildung war eine Spezialisierung, häufig zum Stenotypist oder Phonotypist möglich.

## Vergleichbarkeit zur Ausbildung in der Bundesrepublik Deutschland
Die Steno- oder Phonotypistin (FA für Schreibtechnik) ist nicht mit der in den alten Bundesländern üblichen Berufsbezeichnung Stenotypist oder Phonotypist vergleichbar. Eine derartige verpflichtende, bundeseinheitliche Regelung gab es nicht. Voraussetzung zur Führung dieser Bezeichnung war lediglich die erfolgreiche Ablegung einer Prüfung vor der Industrie- und Handelskammer. Üblicherweise wurden die für die Prüfung erforderlichen Kenntnisse und Fertigkeiten während der Lehre und in Fortbildungskursen vermittelt, deren Dauer je nach Vorbildung zwischen 3 Monaten und 1½ Jahren lag. Die Voraussetzungen für die Fortbildungskurse waren unterschiedlich. Vorausgesetzt wurde mindestens ein Hauptschulabschluss.